# Jim Goldberg
Jim Goldberg (New Haven, 1953) è un fotografo statunitense.

## Biografia
Goldberg si laurea in fotografia nel 1975 presso la Western Washington University. Successivamente frequenta il San Francisco Art Institute, dove ottiene un master in fotografia nel 1979.
Nel 1985 riceve il premio Guggenhiem Fellowship. Nel 2002 entra a far parte dei fotografi di Magnum. Nel 2007 vince il premio Henri Cartier Bresson.
Goldberg è attualmente Professore Emerito presso il California College of the Arts ed è rappresentato dalla galleria Pace/MacGill di New York.

## Opere
Il lavoro fotografico di Goldberg ha come fulcro l'instaurare un rapporto profondo e duraturo con gli individui fotografati. I soggetti sono spesso persone ai margini della società. 
È il caso della raccolta "Rich and Poor", realizzata nel 1985. Goldberg fotografa soggetti in condizioni disagiate e persone dell'alta borghesia di San Francisco, chiedendo a ciascuno di loro di scrivere un commento riguardante se stessi sotto alle immagini. Il risultato è un potente ritratto intimo della società del tempo. La serie ha debuttato al MoMa di New York.
Nella serie "Raised by Wolves" (1985-1995) racconta la storia di Beth (una ragazza scappata di casa), seguendo le vicende della sua vita e di quella del fidanzato Dave. Il lavoro di Goldberg comprende didascalie scritte dai ragazzi stessi, foto e video.
Nel 2009 il fotografo documenta la condizione di persone reduci da una guerra, in situazioni economiche o sociali devastanti nel loro tentativo di giungere in Europa per iniziare una nuova vita. Si tratta di un lavoro estensivo che comprende foto, mostre, oggetti personali dei migranti e un sito web dal titolo "Open See".